# Родни Вилиџ (Делавер)
Родни Вилиџ (енгл. Rodney Village) насељено је место без административног статуса у америчкој савезној држави Делавер.

## Демографија
По попису из 2010. године број становника је 1.487, што је 115 (-7,2%) становника мање него 2000. године.
| Група             | 2000.       | 2010.       |
| Белци             | 725 (45,3%) | 543 (36,5%) |
| Афроамериканци    | 622 (38,8%) | 733 (49,3%) |
| Азијати           | 64 (4,0%)   | 63 (4,2%)   |
| Хиспаноамериканци | 100 (6,2%)  | 104 (7,0%)  |
| Укупно            | 1.602       | 1.487       |